# Walter Fraenkel

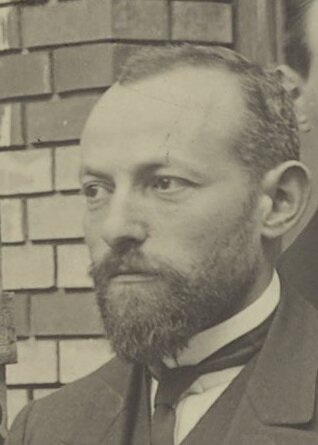
Walter Fraenkel (1910)

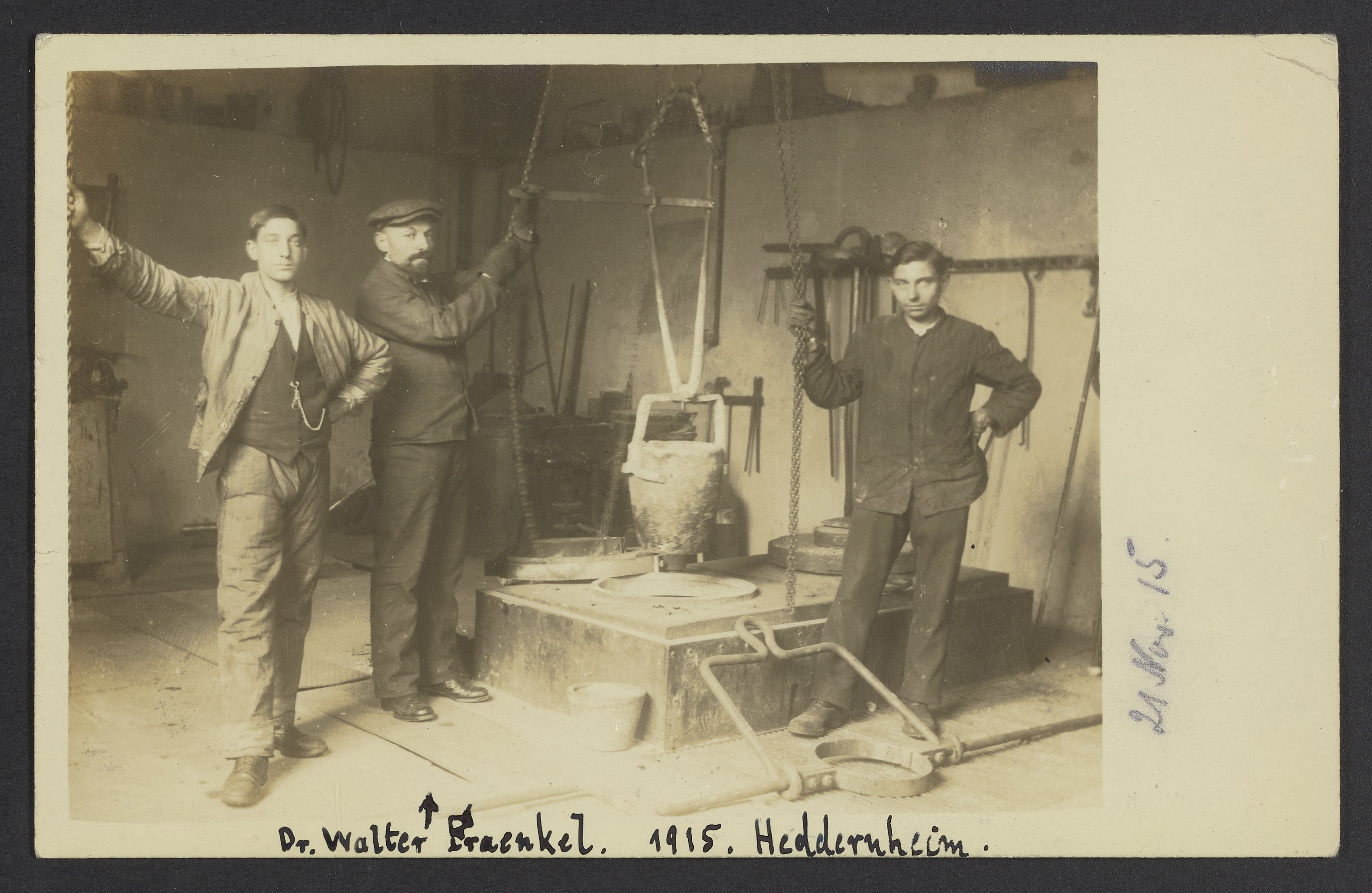
Walter
Fraenkel (1915) auf einer Ansichtskarte

Walter Fraenkel (geboren 21. Dezember 1879 in Hirschberg im Riesengebirge; gestorben 14. Juli 1945 in New York City) war ein deutscher Physiko-Chemiker und Hochschullehrer, der an der Goethe-Universität Frankfurt lehrte.

## Leben
Der Vater von Fraenkel, Julius Fraenkel, war Fabrikant. Beide Eltern gehörten der Israelitischen Gemeinde an. Fraenkel legte 1900 seine Reifeprüfung am Königlichen humanistischen Gymnasium in Hirschberg, dem heutigen Jelenia Góra, ab. In Leipzig und Heidelberg studierte er ab 1900 Naturwissenschaften, insbesondere Chemie. In Heidelberg promovierte er 1906.
Zwischen 1906 und 1907 arbeitete Fraenkel als Assistent von Georg Bredig an der Universität Heidelberg im Bereich der Metallurgie. Weitere Stationen in seinem Lebenslauf waren eine Assistenzstelle bei Gustav Tammann in Göttingen sowie Aufenthalte in Berlin, Zürich und Karlsruhe. 1911 nahm er am Massachusetts Institute of Technology an einem Kurs in Metallurgie teil. Ab 1913 war Fraenkel an der Universität Frankfurt am Physikalisch-Chemischen Institut als Assistent tätig. 1917 wurde er nach seiner Habilitation zum Privatdozent, 1919 zum Professor.
Als jüdischer Hochschullehrer war er vom 1933 erlassenen Gesetz zur Wiederherstellung des Berufsbeamtentums betroffen und wurde als Professor entlassen. 1939 emigrierte Fraenkel über Großbritannien in die USA.
Fraenkel war mit Lili Baer verheiratet, deren Vater in Frankfurt als Buchhändler und Archivar tätig war. Das Paar hatte eine Tochter.

## Veröffentlichungen (Auswahl)
- W. Fraenkel: Zur chemischen Kinetik des Diazoessigesters. In: Zeitschrift für Physikalische Chemie. 60U, Nr. 1, 1907, S. 202–236, doi:10.1515/zpch-1907-6010 (Dissertation).
- Leitfaden der Metallurgie. Mit besonderer Berücksichtigung der physikalisch-chemischen Grundlagen. Dresden 1922.